# Mei Yamazaki
Mei Yamazaki (山崎愛生) es una cantante de pop y bailarina japonesa bajo la agencia de Hello! Project como miembro de la 15.ª generación de Morning Musume.

## Biografía
Mei Yamazaki nació el 28 de junio de 2005 en Hokkaido, Japón.
El 16 de julio de 2016, a la edad de once años, se unió a Hello Pro Kenshuusei Hokkaido junto con otras finalistas, convirtiéndose en miembro de la 1.ª generación.
En el verano de 2019, Yamazaki audicionó para Morning Musume'19 Audition y tener la oportunidad de unirse al grupo, audición que pasó con éxito.

## Grupo y unidades de Hello! Project
- Hello Pro Kenshuusei Hokkaido (2016–2019)
- Morning Musume (2019–presente)

## Discografía

### Álbumes
- Rainbow×2 (2018)
- Petit Best 19 (2018)
- Petit Best 20 2020 (2020)
- 16th ~That’s J-POP~ (2021)

### Sencillos
- Real Little Girl / Kanojo ni Naritai!!! (2017)
- Hankouki! / Ice day Party (2018)
- KOKORO&KARADA/ LOVEpedia/ Ningen Kankei no Way Way (2020)
- Junjou Evidence / Gyuusaretai Dake na no ni (2020)
- Teenage Solution / Yoshi Yoshi Shite Hoshii no / Beat no Wakusei (2021)
- Chu Chu Chu Bokura no Mirai / Dai ・ Jinsei Never Been Better! (2022)
- Swing Swing Paradise / Happy birthday to Me! (2022)
- Suggoi FEVER! / Wake-up Call ~Mezameru Toki~ / Neverending Shine (2023)